# Mert Müldür
Mert Müldür (Wenen, 3 april 1999) is een Turks-Oostenrijks voetballer die uitkomt als vleugelverdediger. Hij verruilde US Sassuolo in augustus 2023 voor Fenerbahçe. Müldür debuteerde in 2018 in het Turks voetbalelftal.

## Clubcarrière

### Rapid Wien
Müldür begon zijn carrière bij Rapid Wien en doorliep er alle jeugdreeksen. In juli 2017 stroomde hij door vanuit de jeugd en kreeg zijn eerste kans in het eerste elftal. Op 13 mei 2018 maakte Müldür een weinig geslaagd debuut in de Bundesliga. In de thuiswedstrijd tegen Red Bull Salzburg en bij een 0–3 achterstand werd hij door coach Goran Djuricin na amper 34 minuten van het terrein gehaald ten voordele van Mario Sonnleitner. Op 16 augustus 2018 maakte Müldür zijn debuut op Europees vlak in de kwalificatiewedstrijd van de Europa League toen hij twee minuten voor tijd Stefan Schwab kwam vervangen in de met 4–0 gewonnen wedstrijd tegen Slovan Bratislava. Tijdens de groepsfase van dezelfde Europese campagne wist hij een eerste keer te scoren op 29 november 2018 in de Otkrytieje Arena. In het stadion van Spartak Moskou scoorde hij in de tachtigste minuut de gelijkmaker na een Moskous doelpunt van Zé Luís. Uiteindelijk wist Wien in het slot van de wedstrijd de drie punten nog mee te nemen nadat Philipp Schobesberger het winnende doelpunt maakte.

### Sassuolo
De Italiaanse middenmotor US Sassuolo kocht Müldür in augustus 2019 over van Rapid Wien voor 5 miljoen euro. Hij speelde 90 wedstrijden voor de club tot zijn vertrek in 2023.

### Fenerbahçe
In de zomer van 2023 tekende hij een vierjarig contract bij Fenerbahçe, dat 2,8 miljoen euro voor hem betaalde.

## Clubstatistieken
| Seizoen | Club        | Competitie | Competitie | Competitie | Beker | Beker | Internationaal | Internationaal | Totaal | Totaal |
| Seizoen | Club        | Competitie | Wed.       | Dlp.       | Wed.  | Dlp.  | Wed.           | Dlp.           | Wed.   | Dlp.   |
| ------- | ----------- | ---------- | ---------- | ---------- | ----- | ----- | -------------- | -------------- | ------ | ------ |
| 2017/18 | Rapid Wien  | Bundesliga | 2          | 0          | —     | —     | —              | —              | 2      | 0      |
| 2018/19 | Rapid Wien  | Bundesliga | 26         | 0          | 5     | 0     | 10             | 1              | 41     | 1      |
| 2019/20 | Rapid Wien  | Bundesliga | 4          | 1          | 0     | 0     | 0              | 0              | 4      | 1      |
| 2019/20 | US Sassuolo | Serie A    | 24         | 2          | 1     | 0     | —              | —              | 25     | 2      |
| 2020/21 | US Sassuolo | Serie A    | 28         | 0          | 1     | 0     | —              | —              | 29     | 0      |
| 2021/22 | US Sassuolo | Serie A    | 31         | 0          | 2     | 0     | —              | —              | 33     | 0      |
| 2022/23 | US Sassuolo | Serie A    | 2          | 0          | 1     | 0     | —              | —              | 3      | 0      |
| 2023/24 | Fenerbahçe  | Süper Lig  | 26         | 1          | 3     | 0     | 2              | 0              | 31     | 1      |
| 2024/25 | Fenerbahçe  | Süper Lig  | 29         | 3          | 3     | 0     | 14             | 0              | 46     | 3      |
| 2025/26 | Fenerbahçe  | Süper Lig  | 0          | 0          | 0     | 0     | 1              | 0              | 1      | 0      |
| Totaal  | Totaal      | Totaal     | 172        | 7          | 16    | 0     | 27             | 1              | 215    | 8      |

Bijgewerkt tot en met 6 augustus 2025.

## Interlandcarrière
Müldür werd voor zowel de U17 als voor de U19 van Turkije opgeroepen. In oktober 2018 werd hij voor het eerst opgeroepen voor het Turks voetbalelftal. Bondscoach Mircea Lucescu nam de verdediger op in zijn selectie voor de duel met Bosnië en Herzegovina. Op 11 oktober 2018 maakte Müldür zijn debuut toen hij 4 minuten voor tijd Şener Özbayraklı kwam vervangen.